# Sopot (Plovdiv)
Sopot (em búlgaro:  Сопот) é uma cidade da Bulgária, localizada no distrito de Plovdiv. A sua população era de 9 299 habitantes segundo o censo de 2010.

## População
| Sopot (Bulgária) | Sopot (Bulgária) | Sopot (Bulgária) | Sopot (Bulgária) | Sopot (Bulgária) | Sopot (Bulgária) | Sopot (Bulgária) | Sopot (Bulgária) | Sopot (Bulgária) | Sopot (Bulgária) | Sopot (Bulgária) | Sopot (Bulgária) | Sopot (Bulgária) | Sopot (Bulgária) | Sopot (Bulgária) | Sopot (Bulgária) | Sopot (Bulgária) | Sopot (Bulgária) | Sopot (Bulgária) | Sopot (Bulgária) |
| --- | ---------------- | ---------------- | ---------------- | ---------------- | ---------------- | ---------------- | ---------------- | ---------------- | ---------------- | ---------------- | ---------------- | ---------------- | ---------------- | ---------------- | ---------------- | ---------------- | ---------------- | ---------------- | ---------------- |
| Ano | 1887             | 1910             | 1934             | 1946             | 1956             | 1965             | 1975             | 1985             | 1992             | 2001             | 2002             | 2003             | 2004             | 2005             | 2006             | 2007             | 2008             | 2009             | 2010             |
| População |                  |                  |                  | 3 644            | 5 121            | 7 217            | 10 535           | 12 184           | 11 774           | 9 924            | 9 926            | 9 783            | 9 704            | 9 607            | 9 555            | 9 476            | 9 434            | 9 330            | 9 299            |
| Fontes: Instituto Nacional de Estatísticas, „citypopulation.de“, „pop-stat.mashke.org“, Bulgarian Academy of Sciences |                  |                  |                  |                  |                  |                  |                  |                  |                  |                  |                  |                  |                  |                  |                  |                  |                  |                  |                  |